# Devadatta

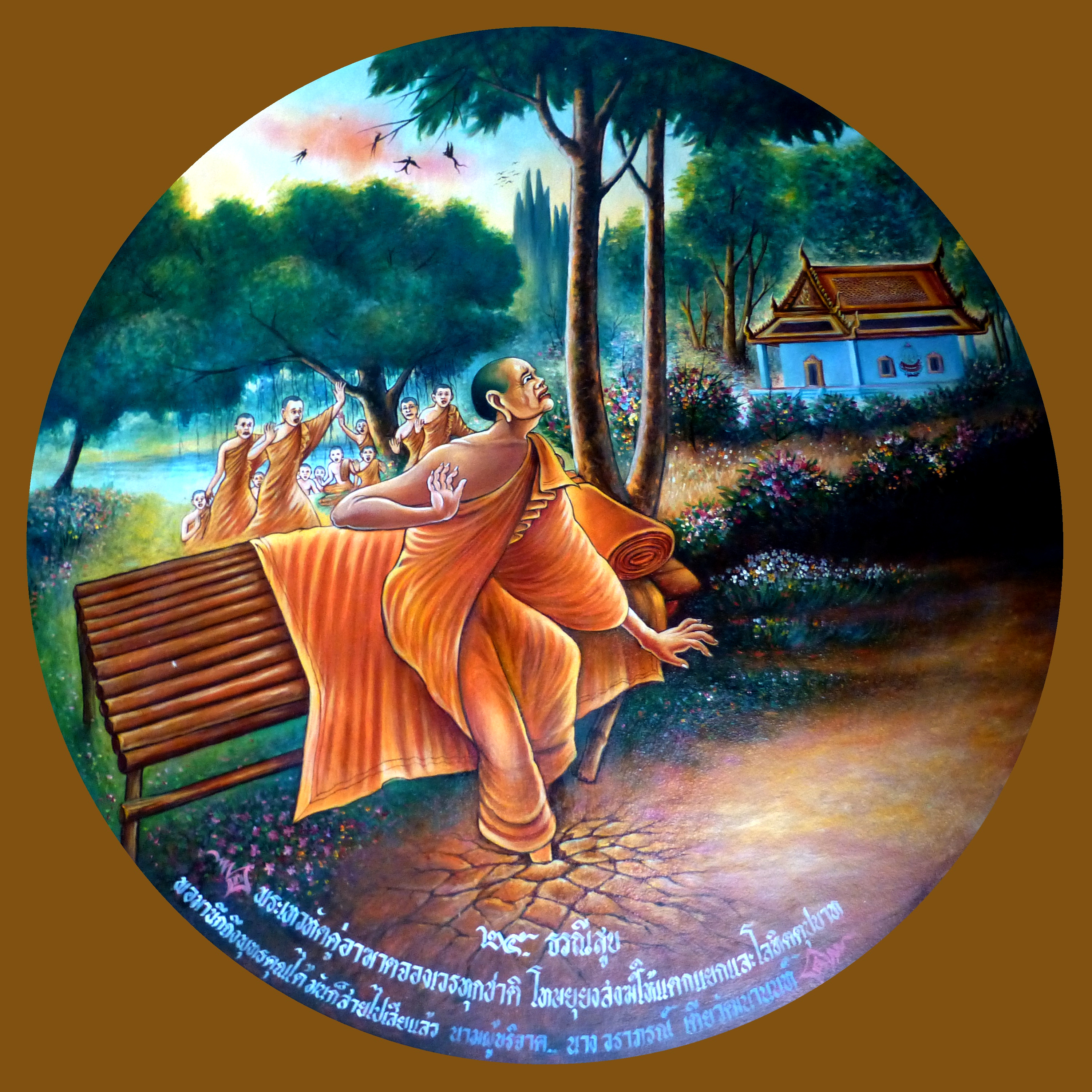
Mort de Devadatta, engolit per l'infern

Devadatta fou, segons la tradició, un monjo budista, cosí i cunyat del buda històric Siddharta Gautama, que després de la il·luminació d'aquest, el va seguir com a monjo però més tard es va convertir en el seu enemic.

## Etimologia
El nom Devadatta significa Deudat (donat per Déu) en palī o sànscrit (en llatí Deodatus). Es compon de la forma troncal de deva i el participi passat datta del verb da (donar). Al Bhagavad Gita, la botzina utilitzada per Arjuna al camp de batalla de Kurukshetra es deia Devadatta. El nom Devadatta encara s'utilitza avui dia.

## Estudis

### Investigació Mahāsāṃghika Vinaya
Segons Andrew Skilton, els estudis moderns estan d'acord en general que el Mahāsāṃghika Vinaya és el vinaya budista més antic existent.
Segons Reginald Ray, el Mahāsāṃghika Vinaya esmenta la figura de Devadatta, però d'una manera diferent dels vinayes de la branca Sthaviravāda. Segons aquest estudi, el material vinaya més antic comú a totes les sectes simplement representa a Devadatta com un sant budista que desitja que els monjos visquin un estil de vida rigorós. Això ha portat a Ray a considerar la història de Devadatta com una llegenda produïda pel grup Sthavira.
Tanmateix, com ha assenyalat Bhikkhu Sujato, el Mahāsāṃghika Vinaya conté material que representa a Devadatta com una figura cismàtica que intenta dividir la sangha (comunitat monàstica). Sujato afegeix: "L'única diferència rellevant són els motius en què es diu que basa el seu intent. Mentre que els Sthavira Vinayes diuen que va promulgar un conjunt de "cinc punts", mitjançant els quals va tractar d'imposar un estil de vida excessivament ascètic als monjos, el Mahāsaṅghika Vinaya omet els cinc punts i li atribueix una agenda molt més completa." Sujato argumenta a més que "El fet que la llegenda de Devadatta, almenys els episodis bàsics 13 i 14, sigui comuna als sis Vinayes, inclòs el Mahāsaṅghika, suggereix que la llegenda va sorgir entre la comunitat presectària i, amb tota probabilitat, es remunta a l'època del mateix Buda."

### Registres de pelegrins xinesos a l'Índia
Faxian i altres pelegrins xinesos que van viatjar a l'Índia en els primers segles de l'època actual van registrar l'existència de budistes "Gotamaka", seguidors de Devadatta. Gotamaka també es fa referència als textos en pali dels segles II i V de l'època actual. S'ha registrat que els seguidors de Devadatta van honrar tots els Budes anteriors a Śākyamuni (Buda Gautama), però no el mateix Śākyamuni. Segons els escrits de Faxian, Xuanzang i Yijing, algunes persones practicaven d'una manera semblant i amb els mateixos llibres que els budistes comuns, però seguien les tapes similars i realitzaven rituals als últims tres budes i no a Śākyamuni.

## Segons l'escola theravada
A la secció VII de Cullavagga del Vinayapiṭaka de la tradició Theravada que tracta sobre els cismes, s'explica com Devadatta va sortir juntament amb altres parents i membres del clan de Buda. El primer any va assolir el poder psíquic (abhijñā), però no va aconseguir cap assoliment supramundà.
Mirant al seu voltant per veure a qui podia convèncer per honrar-lo, va decidir apropar-se al príncep Ajātasattu, l'hereu del tron de Magadhan. Tenint poder psíquic va assumir la forma d'un nen vestit de serps i es va asseure a la falda del príncep, cosa que va impressionar molt el príncep, que es va convertir en el seu deixeble.
Ajātasattu va començar a enviar grans ofrenes a Devadatta, i aquest últim es va obsessionar amb el seu propi valor i va començar a pensar que era ell qui havia de dirigir la Sangha, i no pas Buda, i no va desistir encara que aquest pensament li va fer perdre els seus poders psíquics.
Quan li van parlar de les ofertes que Devadatta estava rebent, Buda va comentar que tots aquests guanys només el menarien cap a la seva destrucció, de la mateixa manera que un plàtan o un bambú són destruïts pel seu fruit.
Poc després, Devadatta va demanar a Buda que es retirés i el deixés fer-se càrrec de la gestió de la Sangha. Buda va replicar que ni tan sols havia deixar que ho fessin els seus deixebles de confiança Śāriputra o Maudgalyayana, i molt menys un com ell, que s'havia de vomitar com a saliva, i va fer un acte especial de publicitat sobre ell, advertint als monjos que havia canviat a pitjor.
En veure el perill d'això, Devadatta es va acostar al príncep Ajātasattu i el va animar a matar el seu pare, el bon rei Bimbisāra, i mentrestant ell mataria Buda. El rei es va assabentar del seu pla i va lliurar el regne al control del príncep.
Aleshores, Ajātasattu va donar mercenaris a Devadatta que els va ordenar que matessin Buda, i en un pla elaborat per cobrir les seves petjades, va ordenar a altres homes que matessin els assassins, però quan es van acostar a Buda no van poder ser capaços de complir llurs ordres, i en canvi es van convertir al budisme.
Aleshores, Devadatta va intentar matar Buda ell mateix llançant-li una pedra des de dalt, mentre Buda caminava pels vessants d'una muntanya. Com que això també va fallar, va decidir intoxicar l'elefant Nāḷāgiri i deixar-lo anar a Buda. Tanmateix, el poder de la bondat amorosa de Buda va vèncer l'elefant.
Aleshores Devadatta va decidir crear un cisma a l'orde i va reunir uns quants amics monjos i va exigir que Buda accedís a les següents regles per als monjos: haurien de viure tota la seva vida al bosc, viure totalment de l'almoina obtinguda per la mendicitat, portar només robes fetes de draps rebutjats, habitar als peus d'un arbre i abstenir-se completament del peix i la carn.
Buda es va negar a fer tot això obligatori i Devadatta va anar a culpar-lo, dient que vivia en abundància i luxe. Aleshores, Devadatta va decidir crear un cisma i recitar les regles d'entrenament (pātimokkha) a part de Buda i els seus seguidors, amb 500 monjos recentment ordenats.
Buda va enviar els seus dos deixebles principals Śāriputra i Maudgalyayana per recuperar els joves monjos errats. Devadatta va pensar que havien vingut a unir-se a la seva Sangha i, demanant a Sāriputta que fes una xerrada, es va adormir. Aleshores, els principals deixebles van persuadir els joves monjos de tornar a Buda.
Buda no va mostrar cap odi ni engany, fins i tot després del que havia fet Devadatta. Poc després, Devadatta va emmalaltir i es va adonar que el que havia fet estava malament. Va provar de trobar Buda per demanar-li perdó pel que havia fet, però ja era massa tard. De camí per veure el Buda, la terra el va xuclar a l'infern de Niraya pels seus fets.
Segons el Canon Pāli, va ensenyar a la seva sangha a adoptar cinc austeritats al llarg de la seva vida:
1. que els monjos visquin tota la vida al bosc,
2. que no acceptin invitacions als àpats, sinó que visquin completament de l'almoina obtinguda de la mendicitat,
3. que només portin túnices fetes amb draps rebutjats i no acceptin cap roba dels laics,
4. que habitin al peu d'un arbre i no sota un terrat,
5. que s'abstinguin completament del peix i la carn.

La resposta de Buda va ser que aquells que s'hi sentien inclinats podien seguir aquestes regles, llevat de la de dormir sota un arbre durant l'època de pluges, però es va negar a fer-les obligatòries.

## Segons l'escola mahayana
Segons Jacqueline Stone i Stephen F. Teiser, Devadatta era "ben conegut pels primers devots del sutra com l'arquetip budista d'un malvat". En el context de la "promesa de la budeïtat per a tothom, aquest capítol es va entendre àmpliament com a il·lustració del potencial per a la il·luminació fins i tot en persones malignes".
Al Sutra del Lotus, capítol 12, de la tradició Mahayana, el Buda ensenya que en una vida passada, Devadatta va ser el seu mestre que el va guiar en el camí, i fa una declaració sobre com fins i tot Devadatta es convertirà en un Buda amb el temps.
Al sutra Mahāmegha Devadatta s'anomena mahāpuruṣa (gran ésser).